# جان‌پناه امیری

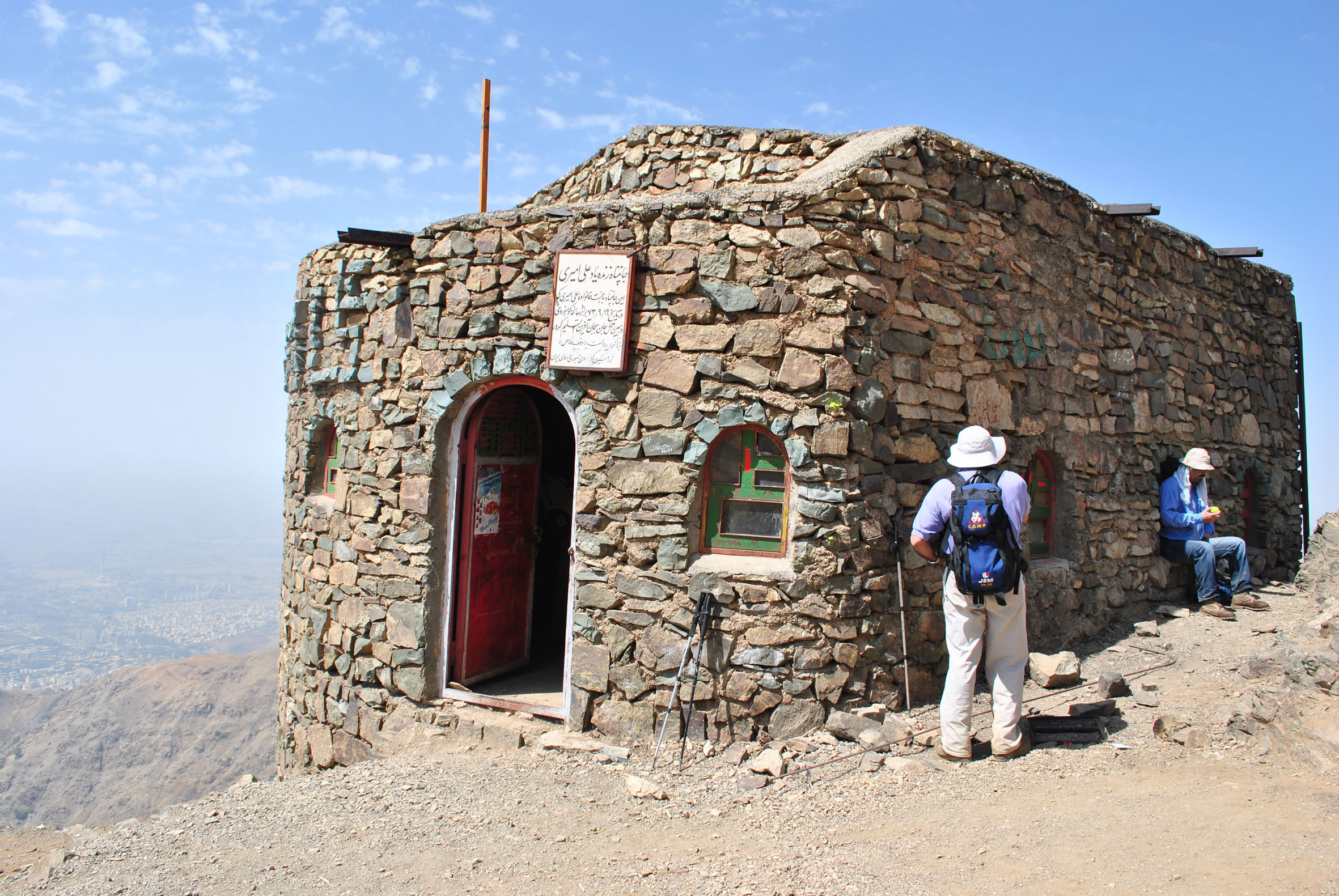
پناهگاه سیاه سنگ

جان‌پناه امیری، جان‌پناهی سنگی است بر روی یال جنوبی قله توچال که در ارتفاع ۳۴۵۰ متری (از سطح دریا) و در محلی به نام سیاه‌سنگ ساخته شده است. برای رسیدن به این جانپناه، از میدان سربند در منطقه دربند تهران و با گذر از روستای پس‌قلعه و پناهگاه شیرپلا، کمی بیش از ۶ کیلومتر پیمایش لازم است. در این محل یک چشمه آب وجود دارد. 

## ساخت

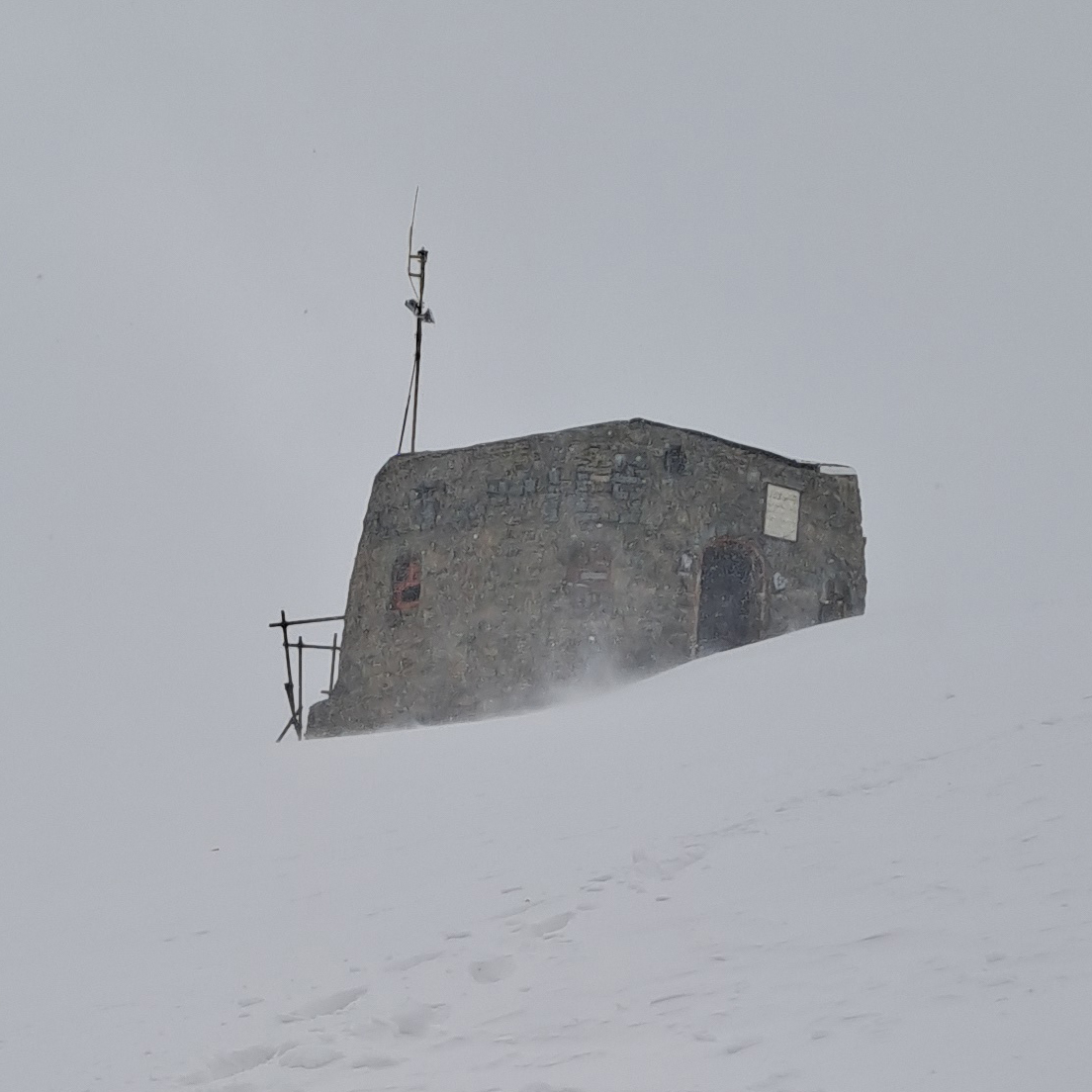
در هنگام کولاک

در تاریخ ۱۳۷۳/۰۹/۱۹  جوان کوهنوردی به نام علی امیری در محل سیاه‌سنگ دچار آذرخش (صاعقه‌زدگی) شد که تا رسیدن گروه امداد و نجات بر اثر برق‌گرفتگی شدید و سوختگی درگذشت. در سال ۱۳۷۵ خانواده او جان‌پناهی به یاد او در این محل ساختند که طبق سنگنوشته روی بنا، وقف خاصِ فدراسیون کوهنوردی شده است. ساختمان جان‌پناه امیری در دو طبقه با ۵۶ متر مربع زیربنا، از سنگ و سیمان ساخته شده است و حدود ۳۰ نفر گنجایش دارد.